# Ermita de Sant Roc (Gurb)
Ermita de Sant Roc és una església eclèctica de Gurb (Osona) inclosa a l'Inventari del Patrimoni Arquitectònic de Catalunya.

## Descripció

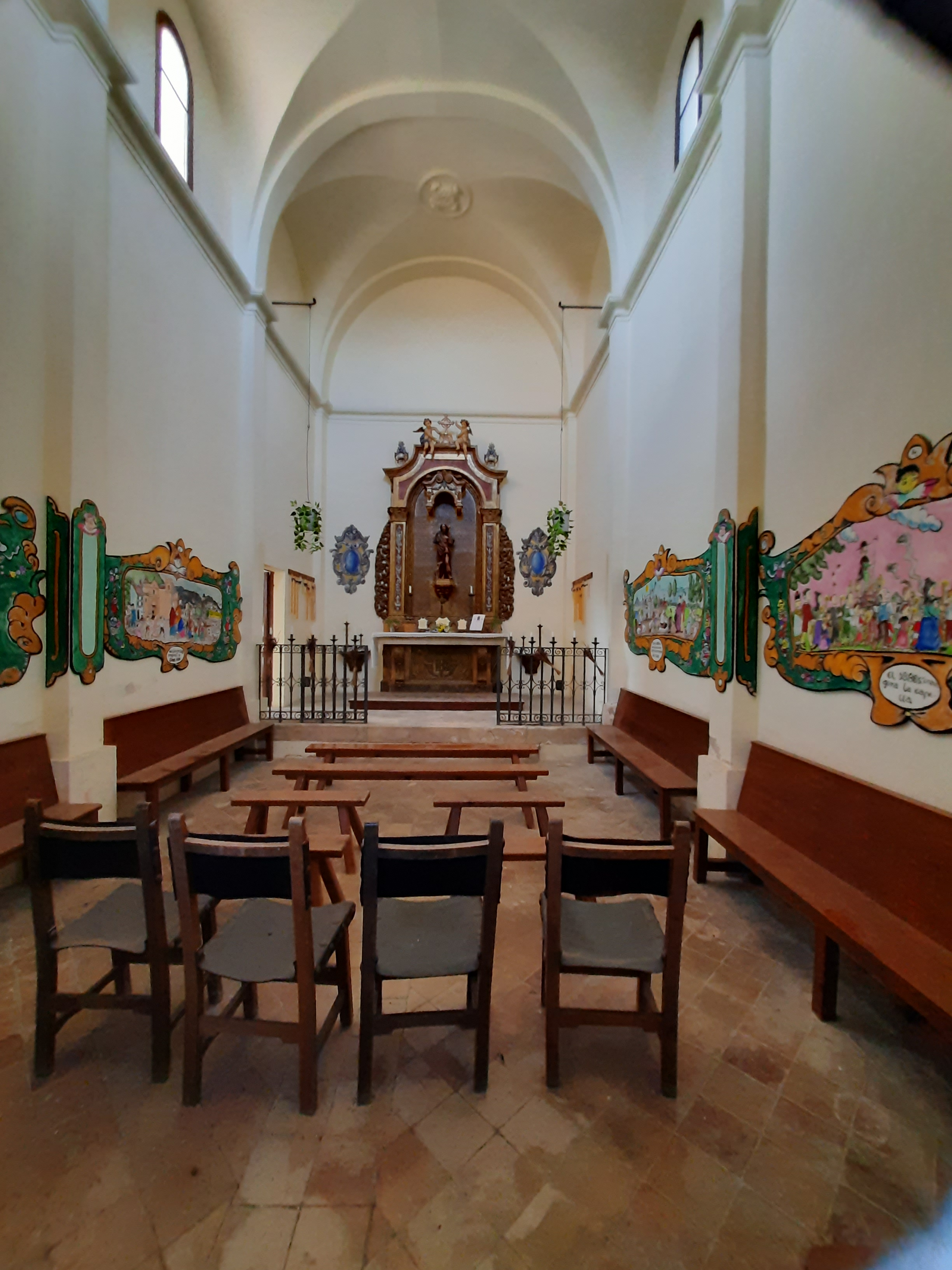
Interior

Edifici religiós. Capella de planta de nau única amb l'absis orientat a llevant. A la part nord hi ha una capella lateral. La façana està decorada amb motllures que dibuixen formes semicirculars i volutes. El portal és d'arc de mig punt i al damunt hi ha un trencaaigües de forma triangular. Es culmina la façana amb un petit campanaret d'espadanya, el qual encara conserva la campana i dos pinacles a l'extrem de cada vessant del teulat. La capella no té absis. S'il·lumina per les finestres dels murs laterals i l'òcul de la façana.
És construïda amb pedra i morter i la part de la façana és arrebossada i pintada. L'estat de conservació és mitjà.

## Història
L'ermita de Sant Roc està situada dalt d'un turó de marges des del qual es divisa la Plana. Es tracta d'una església votiva dedicada a Sant Roc amb motiu de la pesta.
La varen fer construir els propietaris dels masos veïns, els Puig i els Saits, i foren ajudats també per altres masos de les rodalies.